# Silvia Rovira Planas
Silvia Rovira Planas (Cardona, 15 de diciembre de 1967) es una deportista española que compitió en ciclismo de montaña en la disciplina de campo a través. Ganó una medalla de plata en el Campeonato Europeo de Ciclismo de Montaña de 1995.

## Palmarés internacional
| Campeonato Europeo | Campeonato Europeo                | Campeonato Europeo | Campeonato Europeo |
| Año                | Lugar                             | Medalla            | Competición        |
| ------------------ | --------------------------------- | ------------------ | ------------------ |
| 1995               | Špindlerův Mlýn (República Checa) | Medalla de plata   | Campo a través     |